# Liparis caloglossa
Liparis caloglossa är en orkidéart som beskrevs av Rudolf Schlechter. Liparis caloglossa ingår i släktet gulyxnen, och familjen orkidéer.
Artens utbredningsområde är Colombia. Inga underarter finns listade i Catalogue of Life.